# Pakistan International Airlines
« PIA » redirige ici.  Pour les autres significations, voir Pia (homonymie).
Great people to fly with
PIA ou Pakistan International Airlines (en ourdou : پاکستان انٹرنیشنل ایئر لائنز) (code AITA : PK ; code OACI : PIA) est la compagnie aérienne nationale du Pakistan. C'est la 31e plus grande compagnie aérienne d'Asie, offrant des services réguliers vers 23 destinations domestiques et 36 destinations internationales dans 25 pays en Asie, en Europe et Amérique du Nord. Ses bases principales sont Karachi, Lahore et Islamabad.
Les bases secondaires de la compagnie aérienne comprennent Peshawar, Faisalabad, Multan et Quetta, d'où elle relie les villes métropolitaines avec les principales bases, le Moyen-Orient et en Extrême-Orient.
La compagnie est détenue par le gouvernement du Pakistan (87 %) et autres actionnaires (13 %). Elle emploie 18 043 personnes en date de mai 2008.
La compagnie a été interdite de vol dans l'Union européenne du 1er juillet 2020 au 9 janvier 2025. Cette décision est liée à la révélation qu'un tiers des licences de pilote pakistanaises sont frauduleuses.

## Historique
La première compagnie aérienne pakistanaise fut Orient Airways Ltd. Elle commença son exploitation en avril 1947 avec des Douglas DC-3.
Pakistan International Airlines lança son activité le 7 juin 1954 avec l'ouverture d'une ligne Karachi-Dacca. La première ligne internationale, Karachi-Londres via Le Caire, fut inaugurée le 1er février 1955. En avril suivant PIA fusionnait avec Orient Airways.
Première compagnie aérienne d'un pays non communiste à desservir Pékin, elle relia dès 1963 Karachi à l'Europe via Moscou. En 1965 les derniers DC-3 avaient disparu, remplacés par des Fokker F27.
En 1996 fut inauguré un service hélicoptère destiné à promouvoir les déplacements touristiques dans l'est du Pakistan.
En 2021, après la prise de contrôle de l'Afghanistan par les Talibans, elle est la première à offrir des liaisons commerciales vers Kaboul.
En janvier 2025, la compagnie reprend ses vols vers l'Europe après plus de 4 ans d'interdiction.

### Privatisation
En décembre 2015, le gouvernement pakistanais annonce son intention de privatiser la compagnie d'ici juillet 2016, après des années de mauvaise gestion ayant abouti à des pertes cumulées de 227 milliards de roupies (plus de deux milliards d'euros).

### Accidents impliquant la compagnie
PIA a connu plusieurs accidents comme celui du vol 740, au départ de l’aéroport de Djeddah Roi-Abdelaziz et à destination de Karachi effectué par un Boeing 707  avec 145 passagers et 11 membres d’équipage à son bord s’est abîmé à cause d’un incendie en vol ; aucun occupant de l’avion n’a survécu.
Le 28 septembre 1992, Le vol 268, opéré par un Airbus A300 et reliant l’aéroport international Jinnah à l’aéroport international Tribhuvan s’écrase sur une montagne, ne laissant aucun survivant parmi les 167 personnes à bord.
En 2016, le vol 661 s’est écrasé à la suite d'une perte de contrôle due à l’incendie d’un des moteurs. Le vol reliait l’aéroport de Chitral à l’aéroport Benazir Bhutto avec un ATR 42 (AP-BH0).
Le vendredi 22 mai 2020, un Airbus A320 (AP-BLD) en provenance de l’aéroport international Allama Iqbal, effectuant le vol 8303, s'écrase dans une zone résidentielle près de l’aéroport international de Karachi en tuant 97 des 99 personnes se trouvant dans l'appareil.

## Flotte

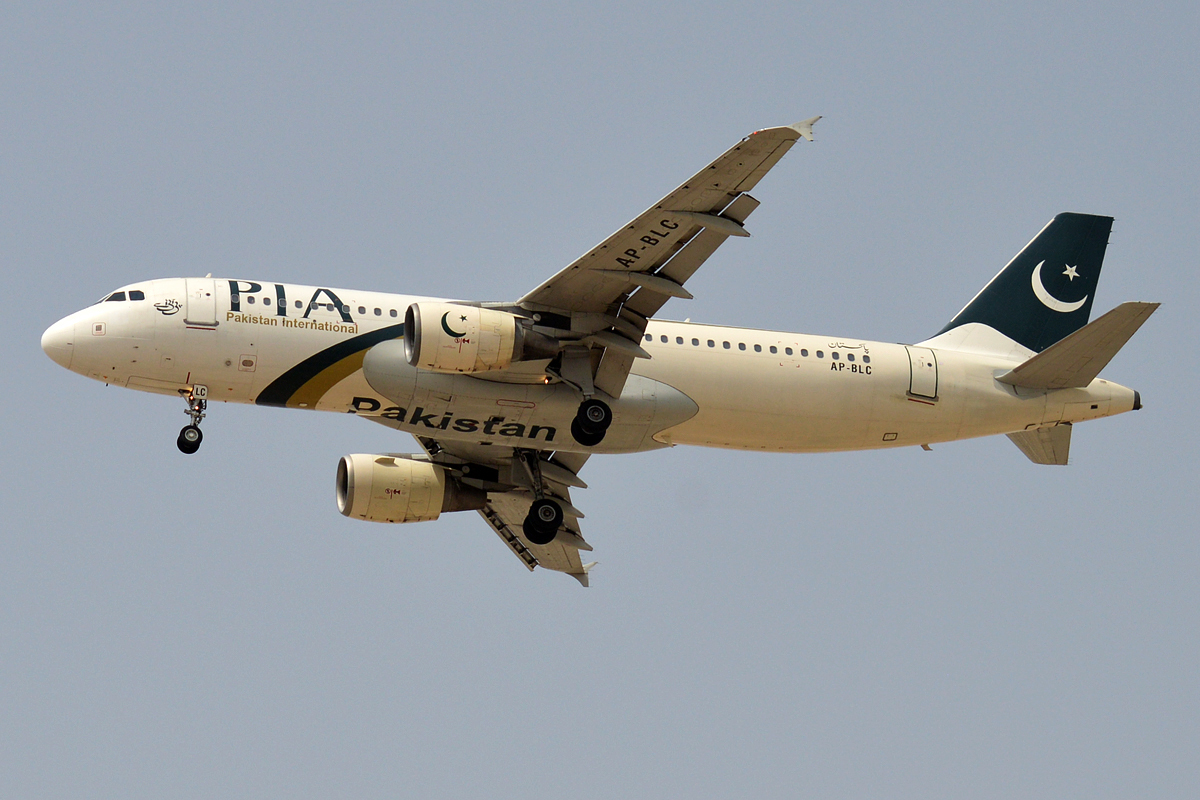
Airbus A320-200 de Pakistan International Airlines

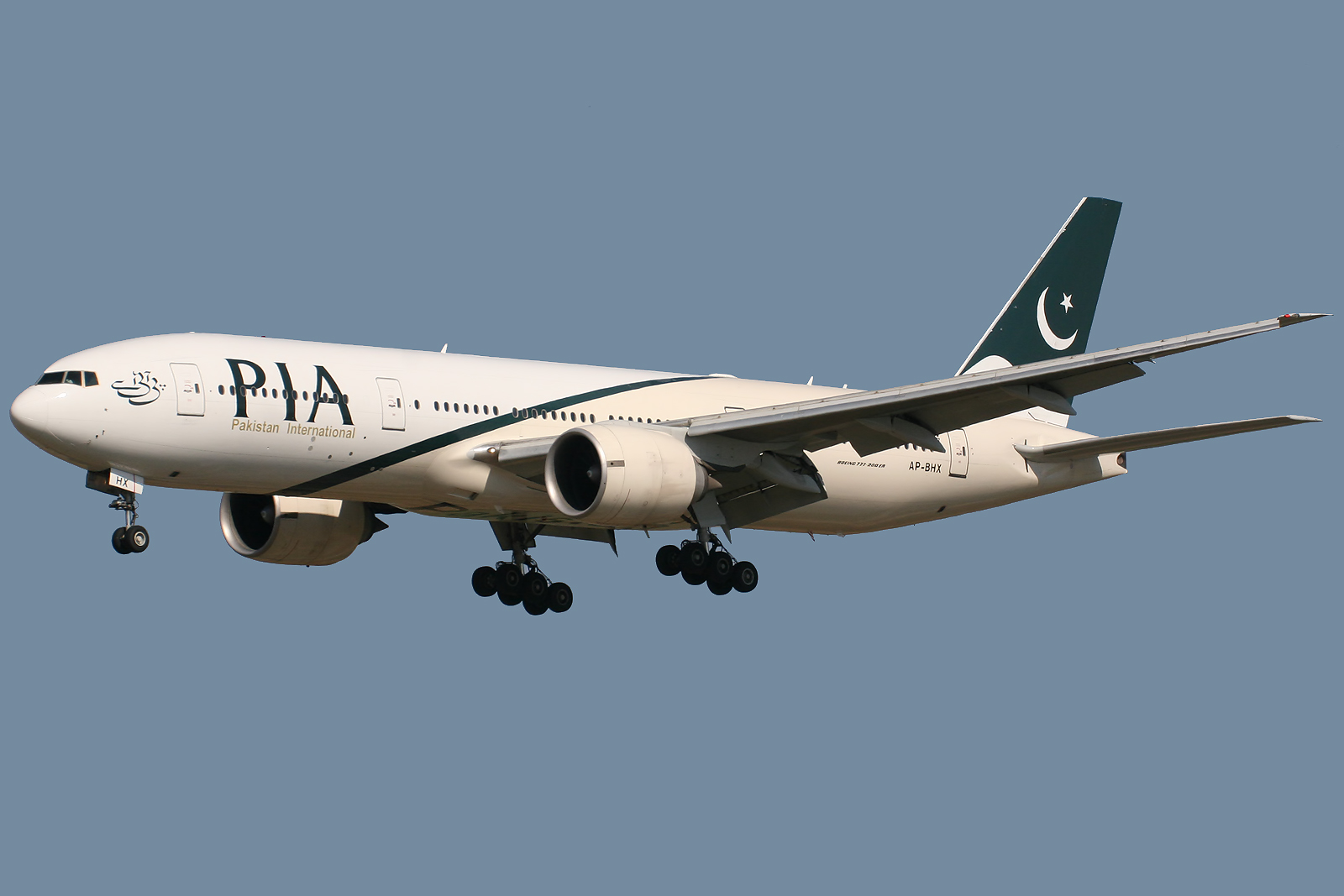
Boeing 777-200ER de Pakistan International Airlines

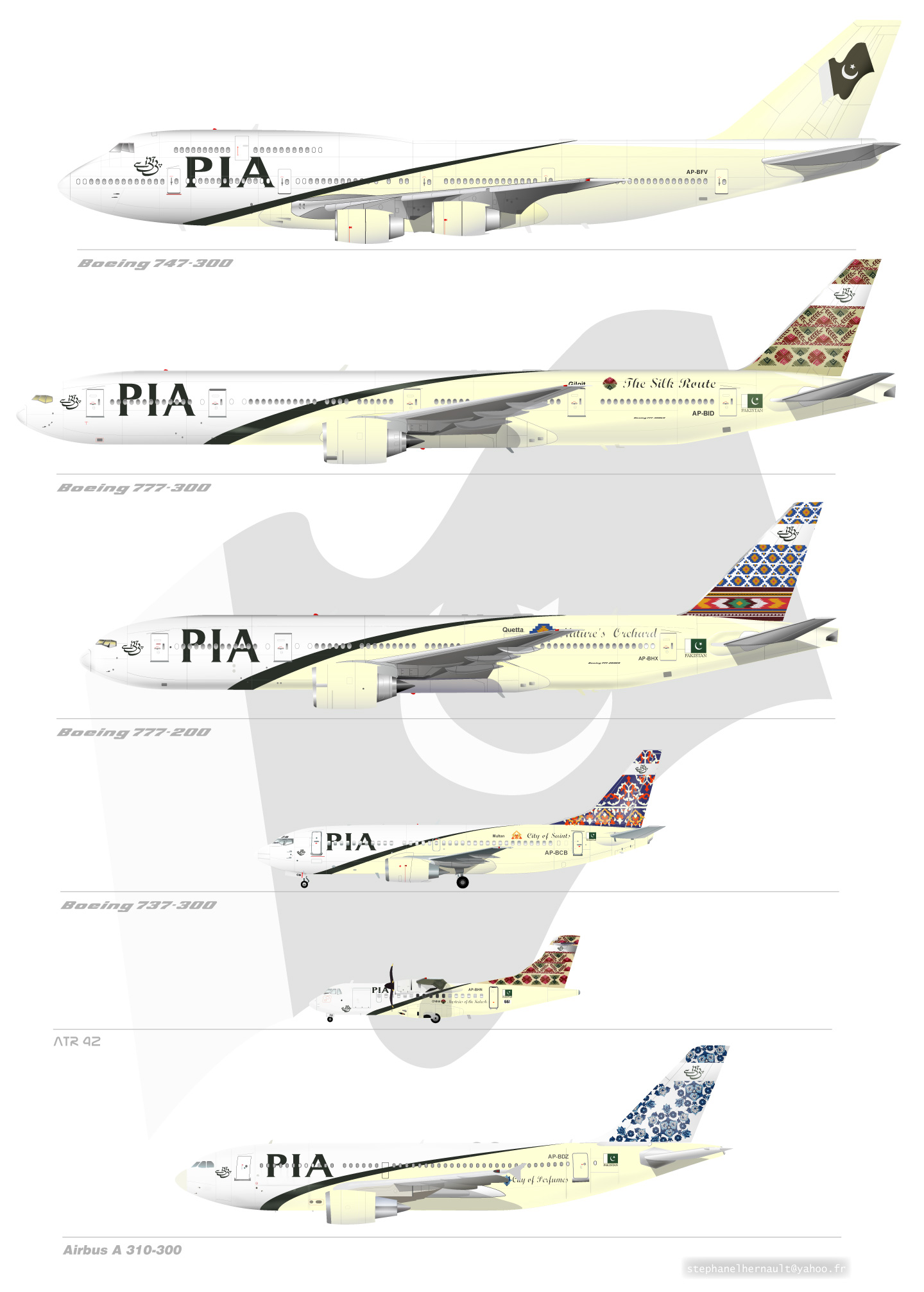
Profils des avions de la flotte de la PIA.

En janvier 2023, les appareils suivants sont en service au sein de la flotte de PIA:
| Avions           | En Service | Commandes | Passagers | Passagers | Passagers | Passagers | Notes |
| Avions           | En Service | Commandes | C         | Y+        | Y         | Total     | Notes |
| ---------------- | ---------- | --------- | --------- | --------- | --------- | --------- | --- |
| Airbus A320-200  | 16         | 2         | —         | 8         | 150       | 158       | Livraison de deux avions peints en rétro 1960. |
| Airbus A320-200  | 16         | 2         | —         | 8         | 180       | 180       | Livraison de deux avions peints en rétro 1960. |
| Boeing 777-200ER | 6          | —         | 35        | —         | 294       | 329       | Livraison d'un avion peints en rétro 1960. Pourrait être supprimé d'ici 2024. La classe affaire sera progressivement supprimée dans trois avions,. |
| Boeing 777-200ER | 6          | —         | 25        | —         | 294       | 319       | Livraison d'un avion peints en rétro 1960. Pourrait être supprimé d'ici 2024. La classe affaire sera progressivement supprimée dans trois avions,. |
| Boeing 777-200LR | 2          | —         | 35        | —         | 275       | 310       | Client de lancement. Pourrait être supprimé d'ici 2024. À rénover,.                                                                                |
| Boeing 777-300ER | 4          | 6         | 35        | —         | 358       | 393       | |
| ATR 42-500       | 3          | —         | —         | —         | 48        | 48        | |
| ATR 72-500       | 1          | —         | —         | —         | 70        | 70        | |
| Total            | 32         | 8         |           |           |           |           | |

Elle reçoit en 2006 deux Boeing 777-240LR Worldliner qui lui permettent de réaliser sans escale Karachi-Los Angeles.

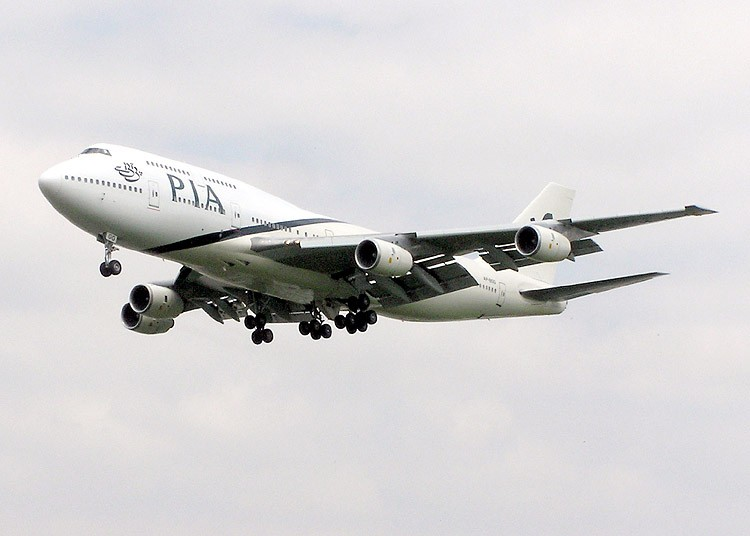
Un Boeing 747 de la Pakistan International Airlines.